# لورا سوليفان
لورا سوليفان (بالإنجليزية: Laura Sullivan)‏ هي صحفية أمريكية، ولدت في 1974 في سان فرانسيسكو في الولايات المتحدة.